# أليوت ماسون
أليوت ماسون (بالإنجليزية: Elliot Mason)‏ هو عازف جاز بريطاني، ولد في 13 يناير 1977.

## وصلات خارجية
- أليوت ماسون على موقع ميوزك برينز (الإنجليزية)
- أليوت ماسون على موقع ديسكوغز (الإنجليزية)